# Ausone de Chancel
Pour les articles homonymes, voir Ausone (homonymie) et Chancel (homonymie).
Ausone de Chancel, (Pierre-Ausone pour l'état-civil), né au « château de Guissalle » à Vindelle (Charente) le 2 août 1808 et mort à Mostaganem (Algérie) le 5 novembre 1878, est un écrivain et administrateur colonial français. Il est le fils aîné de Jean-Nestor Chancel (né le 16 juillet 1775 à Angoulême, et mort en 1846 à la Nouvelle-Orléans (EUA)), qu'il ne faut pas confondre avec Jean-Nestor Chancel, son oncle, général révolutionnaire.
Marié le 9 mai 1841 à Marie-Anne Lucile Breton, Ausone de Chancel est le père de Sophie Madeleine  (ou Magdeleine) de Chancel, née à Vars (Charente) le 20 avril 1841, épouse Henri Aucapitaine, morte le 23 septembre 1867 à Beni Mansour (Algérie) et de Jean, Laurent, René de Chancel, né à Vars (Charente)  le 8 janvier 1843, et mort à Tlemcen (Algérie) le 1er novembre 1891.

## Biographie
Après des études à Angoulême, il entame une carrière littéraire à Paris en publiant un volume de poésies et en collaborant à plusieurs journaux. En 1843, il entre dans l'administration coloniale à Alger aux côtés du général Eugène Daumas, avec lequel il rédige deux ouvrages sur l'Algérie. Il est ensuite sous-préfet de Blida, puis de Mostaganem. En 1859, il publie un livre au sous-titre explicite, Cham et Japhet, ou De l'émigration des nègres chez les blancs considérée comme moyen providentiel de régénérer la race nègre et de civiliser l'Afrique intérieure.
Il est le beau-père d'Henri Aucapitaine, officier, ethnologue et naturaliste, spécialiste de la Kabylie.

## Cham et Japhet
La thèse de ce livre, ouvertement raciste, est que l'esclavage est un moyen voulu par Dieu pour éduquer l'homme noir par le biais d'une période de servitude auprès de l'homme blanc. Un ensemble d'arguments tente de montrer les bénéfices que peut apporter l'esclavage. Arguments religieux : la servitude des noirs a été voulue par Dieu et l'évangélisation des esclaves répandra le christianisme. Arguments de civilisation : l'homme blanc doit propager ses valeurs (travail, hiérarchie, prospérité) ; l'esclavage évite les massacres et les atrocités inutiles en Afrique : les prisonniers sont vendus et non plus tués. Arguments économiques : il est très avantageux d'utiliser des esclaves, moins chers que les ouvriers blancs ; une retenue de salaire permettra de créer des tontines qui bénéficieront ensuite aux esclaves ; enfin, les noirs sont plus aptes que les autres aux travaux manuels.

## Publications
- Anges et diables, poésies (1835)
- Mark, poème (1840)
- Le Sahara algérien : études géographiques, statistiques et historiques sur la région au sud des établissements français en Algérie, ouvrage rédigé sur les documents recueillis par les soins de M. le lieutenant-colonel Daumas (1845) Texte en ligne
- Le Grand Désert, ou Itinéraire d'une caravane du Sahara au pays des Nègres (royaume de Haoussa), avec Eugène Daumas (1848) Texte en ligne
- D'une Immigration de noirs libres en Algérie (1858)
- Cham et Japhet, ou De l'émigration des nègres chez les blancs considérée comme moyen providentiel de régénérer la race nègre et de civiliser l'Afrique intérieure (1859) Texte en ligne : Gallica In Libro Veritas ManyBooks (Projet Gutemberg)
- Le Livre des blondes, roman (1865)

## Sources
- Notices d'autorité :   - VIAF
  - ISNI
  - BnF (données)
  - IdRef
  - LCCN
  - GND
  - Belgique
  - Pays-Bas
  - Israël
  - NUKAT
  - WorldCat
- Sources biographiques : Adolphe Bitard, Dictionnaire général de biographie contemporaine française et étrangère, 1878.
- Sources bibliographiques : Bibliothèque nationale de France.
- Jean de Chancel, Chronique des Chancel, 2001